# Кімберлі Джонс (тенісистка)
Кімберлі Джонс (англ. Kimberly Jones; нар. 28 вересня 1957) — колишня американська тенісистка.
Найвищу одиночну позицію світового рейтингу — 25 місце досягла  19 березня, 1984 року.
Здобула 1 одиночний титул.
Найвищим досягненням на турнірах Великого шолома був півфінал в змішаному парному розряді.
Завершила кар'єру 1987 року.

## Фінали турнірів WTA

### Одиночний розряд: 2 (1-1)
| Перемога — Легенда            |
| ----------------------------- |
| Турніри Великого шолома (0–0) |
| Турніри Туру WTA (0–0)        |
| Вірджинія Слімс (1–1)         |

| Титули за покриттям |
| ------------------- |
| Тверде (0–0)        |
| Трава (0–1)         |
| Ґрунт (0–0)         |
| Килим (1–0)         |

| Результат | W/L | Дата     | Турнір                         | Покриття  | Суперниця      | Рахунок  |
| --------- | --- | -------- | ------------------------------ | --------- | -------------- | -------- |
| Поразка   | 0–1 | Лип 1983 | Virginia Slims of Newport, США | Трава     | Алісія Молтон  | 3–6, 2–6 |
| Перемога  | 1–1 | Вер 1983 | US Indoor Championships, США   | Килим (i) | Сільвія Ганіка | 6–4, 6–3 |

## External Links
- Кімберлі Джонс на сайті WTA
- Кімберлі Джонс на сайті ITF